# Instrumento de cuerda percutida

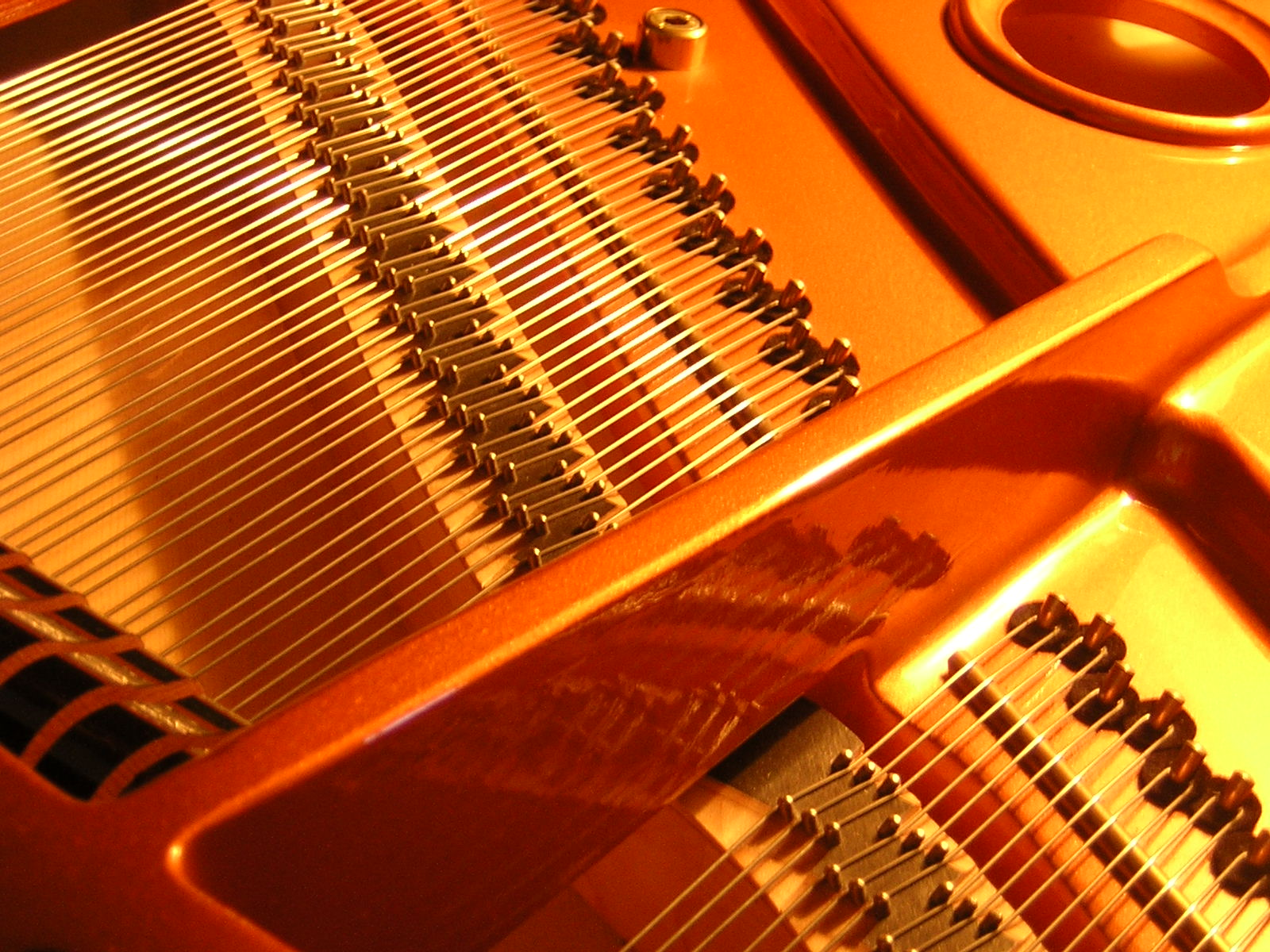
Cuerdas percutidas de un piano

Los instrumentos de cuerda percutida son aquellos instrumentos de cuerda en los que esta se pone en vibración al ser golpeada por un pequeño martillo o palancas unidas a teclas. El instrumento de tecla más destacado es el piano, otros ejemplos son el clavicordio, la leona o la pianola. Los instrumentos de esta clasificación también se consideran entre los Instrumentos de teclado, pero dentro de la misma están no sólo los de cuerda percutida, sino también los teclados electrónicos y órganos.
- Datos: Q3152898
- Multimedia: Stringed percussion instruments / Q3152898